# Bob's Burgers
Bob's Burgers is een Amerikaanse animatieserie gemaakt door Loren Bouchard voor Fox Broadcasting Company. Het eerste seizoen van 22 afleveringen werd in de eerste maanden van 2011 op die zender uitgezonden, het tweede seizoen volgde in de lente van 2012, een derde seizoen volgde in de herfst van 2012. In oktober 2012 bestelde Fox een vierde seizoen van 22 afleveringen. De serie werd over de hele wereld verkocht en wordt intussen in vele landen uitgezonden, waaronder sinds maart 2014 ook door het Nederlandse Comedy Central en door de Vlaamse  Comedy Central.
In de serie figureert de familie Belcher, met vader en moeder Bob en Linda en hun kinderen Tina, Gene en Louise, die een hamburgerrestaurant uitbaten. De stemmen in de serie zijn van H. Jon Benjamin, Dan Mintz, Eugene Mirman, John Roberts en Kristen Schaal.

## Personages
Bob Belcher is de vader van 45 jaar oud die koste wat kost zijn hamburgertent draaiende probeert te houden. Hij ondervindt hierin weinig steun van zijn buitenissige gezinsleden. Hij heeft op het zakelijke vlak een concurrent; Jimmy Pesto, de uitbater van de pizzeria tegenover, en op het amoureuze vlak Hugo Habercrove, de inspecteur van de Volksgezondheid en ex-verloofde van zijn vrouw Linda. Bob houdt veel van zijn vrouw en zijn kinderen, maar als hij een keuze had, zou hij ze allemaal ontslaan. Bob heeft een monotone en saaie stem. Zijn stem wordt ingesproken door H. Jon Benjamin.
Linda Belcher is de moeder van 42 jaar oud. Ze is dolenthousiast en weinig serieus. Soms gedraagt ze zich ook een tikje naïef. Linda helpt haar kinderen graag met huiswerk en overige dingen. Linda komt vaak op nogal vreemde ideeën die altijd gedoemd zijn te mislukken en Bob afkeurt. In de aflevering 'Bed and Breakfast' wil ze bij hun thuis een bed en breakfast openen, alleen loopt dat niet helemaal zoals ze gehoopt had. Haar stem wordt ingesproken door John Roberts.
Tina Belcher is de 13-jarige dochter en het oudste kind in het gezin. Ze is herkenbaar aan haar zwarte halflange haren en grote bril. Tina houdt van paarden, schrijven van erotische verhalen, achterwerken, jongens en zombies. In de proefaflevering "Human Flesh" was ze een jongen en heette ze Daniel. Qua persoonlijkheid en uiterlijk verschilt ze weinig van Daniel. Volgens haar kleine zusje Louise is ze autistisch, maar haar ouders ontkennen dit. Tina komt nogal droog over, begrijpt abstracte en dubbelzinnige woorden niet of nauwelijks, is sociaal onhandig en heeft de neiging om te verstijven en een lang kreunend geluid te maken wanneer ze geconfronteerd wordt met conflicten. 
Ze is verliefd op Jimmy Pesto junior, de zoon van de concurrent van haar vader. In een aantal afleveringen komt het ook weleens voor dat Tina een zwak heeft voor andere jongens/mannen. Haar stem wordt ingesproken door Dan Mintz.
Gene Belcher is de 11-jarige enige zoon van het gezin. Hij houdt van grappen en lol maken. Gene vindt het leuk om iedereen om zich heen lastig te vallen door geluidseffecten te gebruiken met zijn blauwe Casio SK-5-keyboard of zijn megafoon. Hij neemt regelmatig scheetgeluiden op en gebruikt deze als geluidseffecten en toevoegingen  aan zijn muziek, zijn grootste passie. Gene schrijft liedjes en droomt van een carrière in de muziekindustrie. Zijn stem wordt ingesproken door Eugene Mirman.
Louise Belcher is de 9-jarige dochter en het jongste kind in het gezin. Ze draagt altijd een roze muts met twee konijnenoren op haar hoofd. Ze is een druktemaker en ze kan vreselijk koppig zijn. Ze schreeuwt vaak van opwinding of woede en weet ze hoe ze mensen kan manipuleren om haar zin te krijgen. 
Ze vertelt graag sterke verhalen om interessant te lijken. In de eerste aflevering vertelt ze tijdens een spreekbeurt op school dat haar vaders hamburgers zijn gemaakt van het vlees van de overledenen die uit het mortuarium naast de hamburgertent komen. Een aantal seizoenen verder verandert Louise regelmatig in een gevoelig meisje met een klein hartje. Haar stem wordt ingesproken door Kristen Schaal.

## Onderscheidingen
In 2014 won de serie een Emmy Award voor beste animatieprogramma. 